# Attalea rostrata
Attalea rostrata är en enhjärtbladig växtart som beskrevs av Oerst.. Attalea rostrata ingår i släktet Attalea och familjen Arecaceae. Inga underarter finns listade i Catalogue of Life.